# Ye Mi
Ye Mi (xinès simplificat: 叶弥) (Suzhou, 1964) és una escriptora xinesa. Una de les millors exponents de l'art de la narració curta a la Xina.

## Biografia
Ye Mei, de nom real Zhou Jie (周洁), va néixer el juliol de 1964 a Suzhou, província de Jiangsu (Xina). Durant la Revolució Cultural, quan tenia sis anys, els seus pares van ser "enviats al camp", concretament a la ciutat de Yancheng (盐城, la "ciutat de la sal" on hi va romandre fins als catorze anys.
No se sap molt sobre la seva família, però ha facilitat uns quants fragments d'història familiar en un dels molts prefacis que acompanyen les seves publicacions:
"Els meus avantpassats eren de Wuxi (无锡). El meu besavi es va traslladar al Bund de Xangai per fer negocis, i després la família es va quedar allà. L'any 1956, el meu pare, que aleshores tenia 21 anys, formava part d'un equip d'ajuda a Xinjiang. La meva mare és de Suzhou. El meu pare la va conèixer en un tren i es va traslladar amb ella a Suzhou".
Va ser vicepresidenta de l' Associació d'Escriptors de Suzhou i de l'Associació d'Escriptors de Jiangsu, càrrecs dels que el 2016 va dimitir conjuntament amb el seu col·lega Jing Ge (荊 歌), expressant certa frustració en el context d'enduriment dels controls polítics sobre escriptors i artistes.

### Carrera literària
El primer conte que va escriure es va publicar l'any 1994 a Suzhou Review (苏州 杂). És un conte breu de tres mil caracters titulat "El famós xef" (Míngchú 名厨), inspirat en la història del seu oncle Wu Yongren que era el cuiner de Lin Biao (林彪).
L'any 1996 Ye Mi va guanyar protagonisme amb un relat més llarg titulat (chéngzhǎng rútuì 成长 如 蜕), que ja conté els seus temes preferits. Després va escriure dues històries breus una mica fora del marc que ella havia començat a esbossar, en particular la segona, "Gotes de rosada a la ciutat" (子市 里 的 露》), que tracta de la burgesia de Suzhou, la frivolitat de les dones i el seu amor per la moda.
El 2001 va començar a publicar una sèrie de col·leccions de contes, que van continuar els anys 2003, 2004 i 2005.. El 2007 va augmentar la seva popularitat quan el director Jiang Wen, va adaptar el seu conte 天鹅绒 - Tian'erong- traduït a l'nglès com "Velvet", en una pel·lícula titulada The Sun Also Rises, protagonitzada per Joan Chen, presentada al Festival Internacional de Cinema de Toronto de l'any 2007.
Ha guanyat en diversos premis literaris nacionals i provincials,com el 6è Premi Lu Xun de Literatura de l'any 2013 per la seva obra 香炉山 Xianglushan (Incense Burner Mountain).

### Estil
Alguns crítics han definit l'estil de Mi com :
" té una gran intel·ligència narrativa: les seves històries són alhora profundes i fascinants.Parteix d'una situació mundana, feta de coses trivials aparentment poc interessants, i, en poques línies, fa aparèixer l'insòlit darrere de la superfície de les coses, i que és inusual només perquè ningú ha intentat mirar-ho més de prop. El més destacable de Ye Mi és l'atmosfera de tensió permanent que aconsegueix crear en les seves històries i que, segons ella, és el que sent mentre escriu. Els seus personatges, en la seva majoria, estan atrapats en situacions que arriben a l'absurd, un absurd que sovint neix d'un petit defecte de la vida quotidiana"

## Obres destacades
- 月亮里的温泉 (The Hot Springs on Moon Mountain)
- 郎情妾意 (Love’s Labor)
- 亲人, (Family)
- 你的世界之外, (Beyond Your World)
- 香炉山 Xianglushan (Incense Burner Mountain
- 天鹅绒 - Tian'erong- (Velvet)

Algunes de les obre s'han traduït al Regne Unit, Estats Units, França, Japó, Rússia, Alemanya i Corea del Sud,